# Alcolla
Alcolla war ein marokkanisches Volumenmaß für Getreide. Nachweislich war es außerdem in der Region Larache als Ölmaß in Anwendung.
- 1 Alcolla ≈ 22 Liter